# 1979年香港
|        | 香港歷史 \| 香港歷史年表                                                                                                   |
| 世紀： | 19世紀香港 \| 20世紀香港 \| 21世紀香港                                                                                     |
| 年代： | 1940年代香港 \| 1950年代香港 \| 1960年代香港 \| 1970年代香港 \| 1980年代香港 \| 1990年代香港 \| 2000年代香港               |
| 年份： | 1975年香港 \| 1976年香港 \| 1977年香港 \| 1978年香港 \| 1979年香港 \| 1980年香港 \| 1981年香港 \| 1982年香港 \| 1983年香港 |
| 紀年： | 己未年（羊年）、香港開埠138周年、香港重光34周年                                                                            |

## 政府

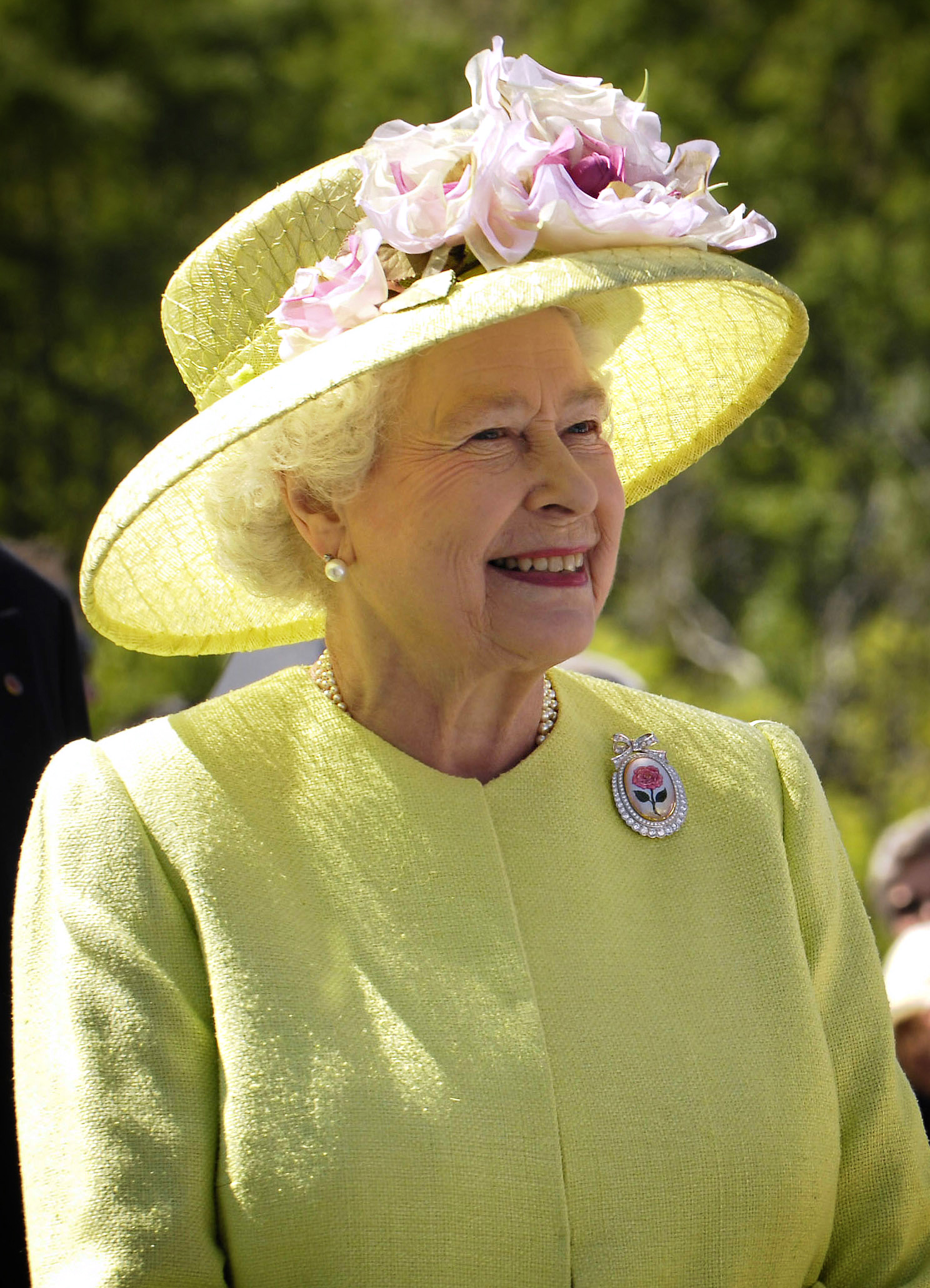
英国君主：伊丽莎白二世

## 大事記
- 1月，香港仔隧道分期興建。
- 1月7日，油麻地避風塘艇戶往港督府請願途中，警方在紅磡隧道口攔截，全部被判非法集會並罪名成立，67名艇戶代表被判不留案底，11位支持者則被判留案底，並簽保守行為18個月。
- 1月24日，醫生黎鴻荃1月24日失蹤，懷疑被綁架，2月14日醫生的腐屍在龍蝦灣一個懸崖邊被發現，身首異處。
- 2月1日，士丹利街1名持槍劫匪被警擊倒。[1]
- 2月22日，荔枝角道273號8樓縱火案。
- 3月25日，觀塘康利道金豪閣綁架案。
- 3月8日，香港地鐵荃灣綫動工興建。
- 4月4日，中斷二十年，港穗直通火車恢復通車。[2]
- 4月7日，灣仔軒尼詩道36號至32號新基大廈二樓E座長勝行洋服店，東主被男子以三角銼及利剪刺死。
- 4月10日，早上7時04分，一輛行走50線的二手AEC Regent五型巴士準備停辦青山公路十六咪半近小欖警察宿舍的巴士站時失控，先將站上一名女學生捲入車底，繼而衝入一小徑，撞毀三條石柱墩和鐵鍊，再向左側翻滑向十多碼外的斜坡草地。被捲入車底的女生證實死亡，另3人受重傷，20人輕傷。
- 5月1日，
  - 旺角彌敦道七六零號十三樓A座發現1具男屍。[3]
  - 葵涌馮敬工業大廈一間乒乓球拍包裝工場發生嚴重的一級火警，燒死7名男工，另有一名消防員救火時受傷。[4]
- 5月20日，一名居於秀茂坪邨第29座5年前因中風而全身癱瘓的老翁多次叫患有神經病的兒子李明光替自己自殺，其子因不堪壓力而從命把他徒手掐死。
- 5月24日，一艘英國貨輪搭載近千名越南難民抵蒲台島香港水域以外等候，英政府承諾收容難民，但表示「下不為例」。[5]
- 6月1日，旺角廣華街仁安大廈25樓發生兇案。[6]
- 6月27日，敘利亞籍珠寶商人於尖沙咀酒店十一樓的客房內遭兩名男子刺傷，後傷重不治。
- 7月6日，一名「一樓一徵友女郎」，被發現赤裸陳屍旺角道97號華懋王子大廈三樓N座家中，背部、頭部及頸部有傷痕。
- 7月8日，印尼華橋「徵友女郎」被殺，伏屍旺角界限街20號業利樓六樓C座一單位，被刺破喉嚨而死。
- 7月22日：
  - 建築中德福花園發生嚴重工業意外，6人死亡。
  - 一輛中巴在北角碼頭巴士總站失控撞向人群，5死46傷。[7]
- 7月31日，中環德輔道中七十一號聯邦大廈廿六棣發生挾持人質及槍傷案。[8]
- 8月2日，颱風荷貝正面吹襲香港，登陸西貢長灣後，自新界東北橫過新界西，皇家香港天文台懸掛4年來首次十號風球，期間造成12人死亡，260人受傷，800人無家可歸。[9]
- 9月4日，尖沙咀中國宮殿夜總會女，凌晨三時許，下班後返家途中遭一名男子趨前淋鏹水後不治。
- 9月13日，啟德難民營發生發生兇殺案。[10]
- 9月21日，深水埗瓊林街6號義利危險品貨倉發生大火，多名消防員受傷，1名消防員死亡。[11]
- 9月30日，香港地鐵舉行首次通車典禮，上午9時15分地鐵公司主席唐信在石硤尾站月台主持舞獅點睛儀式，9時45分港督麥理浩爵士與200名獲邀嘉賓高官及800名預先購買500港元試乘首班車的慈善紀念車票之市民，於石硤尾站1號月台登上列車，麥理浩在駕駛室按下自動駕駛鈕掣後，列車衝破綵帶，不停站直駛觀塘站。10時正到達觀塘總站落客後，於10時10分再由麥理浩夫人鄧麗娉在2號月台列車按鈕，衝破另一綵帶駛離觀塘站，並直返石硤尾站，其後於石硤尾站大堂舉行雞尾酒會慶祝通車。正午12時至傍晚7時，地鐵開放只購買10元試乘車票之市民試搭，並可無限制進出各中途站，由於石硤尾及觀塘均屬終點站，預料很擠擁，故地鐵公司呼籲乘客不要集中在這兩站上車，亦希望他們不要在12時一起湧到這裡乘車，讓大家可以盡情享受首次通車的機會，結果共10萬人次輪流試用。[12][13][14]
- 10月1日，香港地鐵修正早期系統第一階段，觀塘站至石硤尾站正式投入服務，首日運作大致暢順，只有部份閘機因乘客仍未熟習而需改為人手收票。首日共30萬人次乘搭，通車初期每部列車設有4卡車廂，每日服務時間由上午6時至晚上10時，上午8時前的班次為10分鐘一班，8時至收車加密到4分鐘一班，石硤尾來往觀塘站票價為港幣2元。路線與地下鐵路重疊的紅色專線小巴線需減價留客，惟客量仍大幅下跌。[15]
- 10月6日，馬仔坑龍翔道木屋區發生五級火，5,263人無家可歸，9人受傷。[16]
- 10月10日（時值雙十節），台灣電視公司當家主播盛竹如先生親赴香港採訪，在九龍石硤尾報道香港慶祝雙十節的盛況，畫面可見石硤尾街頭佈置了一個巨型孫中山肖像和青天白日滿地紅旗的旗海[17]。
- 10月12日，一輛載搭47名偷渡客的船於石澳大頭洲翻倒，9人罹難16人失踪。[18]
- 10月22日，一名男子私吞賣毒品的錢，在牛頭角被黑社會殺死後，棄屍九華徑長坑村坳背山男童院山邊。[19]
- 11月13日，早上八時許，一輛行走38線的丹拿E型（D529，車牌號碼AD7435）駛至龍翔道近大埔道與呈祥道交匯處時，前門突然開啟，一女一男乘客先後被拋出車外，二人均受重傷。
- 11月30日，土瓜灣順聯工業大廈發生三級火，5名女工被焗死，另有1人受傷。
- 12月12日，深水埗桂林街地鐵荃灣綫行車隧道建築地盤發生五級火，大火波及並完全焚燬附近一幢8層高住宅，造成1死1傷。
- 12月16日，地鐵修正早期系統的佐敦站及尖沙咀站啟用。
- 12月22日，地鐵修正早期系統油麻地站啟用。
- 12月31日，
  - 一輛消防車於屯門公路汀九段與一輛英軍軍車相撞。[20]
  - 地鐵修正早期系統旺角站啟用。

### 節慶
下列節慶，如無註明，均是香港的公眾假期，同時亦是法定假日（俗稱勞工假期）。有 # 號者，不是公眾假期或法定假日（除非適逢星期日或其它假期），但在商業炒作下，市面上有一定節慶氣氛，傳媒亦對其活動有所報導。詳情可參看香港節日與公眾假期。
- 1月1日（星期一）：元旦
- 1月28日（星期日）：農曆年初一
- 1月29日（星期一）：農曆年初二
- 1月30日（星期二）：農曆年初三
- 1月31日（星期三）：農曆年初四（補1月28日）
- 4月4日（星期三）：兒童節 #
- 4月5日（星期四）：清明節
- 4月13日（星期五）：耶穌受難節（是公眾假期，但不是法定假日）
- 4月14日（星期六）：耶穌受難節翌日（是公眾假期，但不是法定假日）
- 4月16日（星期一）：復活節星期一（是公眾假期，但不是法定假日）
- 4月21日（星期六）：英女皇壽辰（是公眾假期，但不是法定假日）
- 5月30日（星期三）：端午節
- 7月2日（星期一）：7月份第一個周日（是公眾假期，但不是法定假日）
- 8月6日（星期一）：8月份第一個星期一（是公眾假期，但不是法定假日）
- 8月27日（星期一）：8月份最後一個星期一為重光紀念日（是公眾假期，但不是法定假日）
- 10月5日（星期五）：中秋節 #
- 10月6日（星期六）：中秋節翌日
- 10月29日（星期一）：重陽節
- 10月31日（星期三）：萬聖夜 #
- 12月22日（星期六）：冬至（是法定假日，但不是公眾假期，根據法定假日放假的機構，或會聖誕節放假，冬至不放假。部份機構或會提早下班）
- 12月24日（星期一）：平安夜#（不是公眾假期或法定假日，但部份機構或會提早下班或放假一天）
- 12月25日（星期二）：聖誕節（根據法定假日放假的機構，或會冬至放假，聖誕節不放假）
- 12月26日（星期三）：聖誕節後第一個周日（是公眾假期，但不是法定假日）
- 12月31日（星期一）：公曆除夕# （不是公眾假期或法定假日，但部份機構或會提早下班或放假一天）

## 出生人物
- 11月5日：李焯寧，香港演員，原名李明麗，用過藝名李彩寧

## 逝世人物
- 高級消防隊目許有福，殉職於義利危險貨倉四級火。
- 消防員陳有武，出勤時殉職於屯門公路車禍事故。
- 太平坤士及華人銀行董事會副主席兼總經理周啟賢，死於心臟病
- 香港基督教女教育家何中中博士，MBE，JP